# Потофё
Упоение в веществе супа «потофе-с»!
Стол накрыт, на него поставлен большой глиняный горшок; прекрасный белый хлеб нарезан ровными ломтиками; их бросают в горшок и заливают горячей похлёбкой. Остаётся только пожелать друг другу доброго аппетита. […] Вслед за тем было подано мясо с подоспевшей овощной приправой, — кому не придётся по вкусу эта простая, но отличная кухня?
Потофё, пот-о-фё, потофе́, потафе́, потафю́ (фр. pot-au-feu, pɔ.to.fø — букв. «котелок на огне») — традиционное блюдо французской кухни, известное на территории страны ещё со времён раннего Средневековья и наследовавшее древнеримским похлёбкам. Представляет собой густой наваристый суп из говядины и овощей, который в процессе варки подают в качестве как первого, так и второго блюда: бульон и варившиеся в нём мясо и овощи подают раздельно. Согласно французской гастрономической энциклопедии Ларусс, сытный потофё составляет целый обед. Похожим на потофё жидким блюдом во французской кухне является мармит — непроцеживаемая и неосветляемая старинная похлёбка.
В течение многих веков потофё был самым востребованным блюдом во Франции за семейным столом. Традиция раздельной подачи основы и гарнира появилась в эпоху Ренессанса, в XVI веке. В XVII веке ко французскому двору прибыли испанские принцессы Анна Австрийская и Мария Терезия Испанская, благодаря их любви к родной олье подриде потофё обогатилось дополнительными ингредиентами, хотя испанское барочное блюдо приводило в ужас классических французских поваров. Виконт Андре де Мирабо видел в потофё одну из опор французской монархии. В конце XVIII века, когда рестораны с дежурным блюдом потофё стали заменять в Париже старые харчевни, на современной набережной Великих Августинцев рядом с рынком птицы появился «Безотказный котелок», кипевший день и ночь, в котором варились каплуны и бычье мясо. Как только из котла доставали кусок готового мяса, в него сразу отправлялся такой же кусок сырого. Гастрософ Александр Гримо де Ла Реньер утверждал, что за 86 лет, что работал «Безотказный котелок», в нём перебывало не менее трёх сотен тысяч каплунов. После Великой Французской революции потофё стал национальным блюдом. На севере Франции и в центральной её части потофё готовили из мяса быка с разнообразными бобовыми. На юге Франции потофё был более сложным блюдом: к говядине, на испанский манер, добавляли свинину, хамон и колбасы. В Гаскони аналогом потофё выступал пуль-о-пот, обязанный своей популярностью королю Генриху IV. В современной французской кухне, несмотря на тенденцию отхода от классических супов, потофё входит в десятку самых популярных блюд. Термин «потофё» используется во французской кухне для обозначения большого котла из жаропрочного материала, например, меди, для приготовления супов.
Для приготовления потофё требуется мясной бульон, отварная говядина и овощи (корнеплоды и листовые). Для потофё выбирают разную говядину: как жирную (грудинка, покромка), так и постную (лопатка, пашина) и студенистую (рулька, хвост), а также мозговые кости. Традиционные овощи для потофё — морковь, репа, пастернак, репчатый лук, чеснок, лук-порей, сельдерей. Картофель для потофе не обязателен и отваривается отдельно. Блюдо подают в два этапа. Сначала сервируют обезжиренный бульон с гренками, иногда сырными, затем тосты с костным мозгом. Далее на блюде следует нарезанное мясо в окружении отварных овощей, посыпанное крупной солью и молотым перцем. Из приправ к мясу сервируют корнишоны, тёртый хрен, горчицу, пикули, маринованную свёклу и репчатый лук. К потофё обычно подают красные вина.
Во Франции потофё — символ благополучной семейной жизни. В «Былом и думах» А. И. Герцен излагает позицию Прудона на брачные отношения «без особого равенства развития, основанные на удобстве, на хозяйстве, […] на гигиене». В них, со слов Прюдона, жена берётся как сиделка, как добрая хозяйка, pour avoir un bon pot-au-feu, «чтобы иметь хороший обед». Прудон шутил над их общим знакомым N, который был счастлив, потому что «у него жена не настолько глупа, чтобы не умела приготовить хорошего pot au feu, и не настолько умна, чтобы толковать о его статьях».
Популярное блюдо нашло отражение в произведениях классиков французской литературы. Героиня новеллы «Ожерелье» Ги де Мопассана Матильда, очаровательная девушка из бедной семьи, которая вышла замуж за мелкого чиновника, мечтала о тонких обедах и изысканных яствах, о сверкающем серебре и тонком фарфоре в тот момент, когда её муж снимал крышку с супника с потофе. В романе Оноре де Бальзака «Евгения Гранде» по бедности потофё собираются готовить из воронов. В переводах на русский язык потофе заменяют на «бульон» или «суп с капустой».
В русской аристократической кухне потофё появился в XIX веке, по данным автора «Поварского искусства» 1902 года П. М. Зеленко, в России под названием «потофе» фигурировал суп с капустой. Е. И. Молоховец в «Подарке молодым хозяйкам» приводит рецепт потофё — супа с савойской капустой на основе жёлтого бульона (с обжаренными кореньями), в котором отваривают ошпаренные и свёрнутые в шарики капустные листья.
В рассказе «Горы» М. В. Авдеева официант ресторана «Дюссо», касимовский татарин в чёрном фраке с завитыми волосами и салфеткой в руке, поверг рассказчика в величайшее затруднение, поинтересовавшись у него, что тот предпочитает: потофё или бранвас. В русской литературе слово «потофё» употреблялось в переносном значении «обыватель, мещанин». Крутицына, героя романа П. Д. Боборыкина «Солидные добродетели», считали «пресным, слащавым, наклонным к „pot-au-feu“ и, наконец, скучным». К. А. Скальковский в своём труде о балете «В театральном мире» характеризовал русских балерин как любящих семью и своё искусство, настоящих pots au feu.